# 749. lovski polk (Wehrmacht)
749. lovski polk (izvirno nemško Jäger-Regiment 749) je bil lovski polk v sestavi redne nemške kopenske vojske med drugo svetovno vojno.

## Zgodovina
Polk je bil ustanovljen 1. aprila 1943 z reorganizacijo 749. grenadirskega polka in dodeljen 117. lovski diviziji.